# Lunca Vesești
Lunca Vesești falu Romániában, Erdélyben, Fehér megyében. Közigazgatásilag Alsóvidra községhez tartozik.

## Fekvése
Aranyosponor közelében fekvő település.

## Története
Lunca Veseşti korábban Aranyosponor része volt. 1956 körül vált külön településsé 83 lakossal.
1966-ban 75, 1977-ben 76, 1992-ben 85, 2002-ben 82 román lakosa volt.